# 郭茂泰
郭茂泰，陕西泾阳人，清朝政治人物。
順治十六年（1659年）己亥科進士。康熙六年（1667年），任遼東锦县知县。康熙九年，升户部湖广司主事，后官至荊州府知府。